# اریدانی اربلو
اریدانی اربلو (انگلیسی: Aridani Arbelo؛ زادهٔ ۸ مارس ۱۹۸۰) بازیکن فوتبال اهل اسپانیا است.
از باشگاه‌هایی که در آن بازی کرده‌است می‌توان به باشگاه فوتبال لگانس، باشگاه فوتبال لاس پالماس، و باشگاه ورزشی تنریف اشاره کرد.